# Kim Stolz
Pour les articles homonymes, voir Kim, Kimberly et Stolz.
Kim Stolz, née Kimberly Lynn Stolz le 8 juin 1983 à New York (États-Unis), est un mannequin américain

## Carrière
Kim Stolz a participé à la saison 5 de Top Model USA.

## Vie privée
Kim Stolz est ouvertement lesbienne. Elle est en couple avec Michaela Kraenzle.